# Bela Vista de Minas
Bela Vista de Minas es un municipio brasileño del estado de Minas Gerais. Su población estimada en 2018 es de 10 248 habitantes, según el Instituto Brasileño de Geografía y Estadística (IBGE).

## Historia y toponimia
Los primeros habitantes fueron pobladores rurales atraídos por la fertilidad de las tierras. Inicialmente la elección del lugar para construir la capilla,
erigida en un punto muy alto de donde se apreciaba una vista agradable, dedicada a San Sebastián. En vista de ello la población pasó a denominarse São Sebastião da Bela Vista. Otra razón del crecimiento local, fue la implantación de la Compañía Siderúrgica Belgo-Mineira en João Monlevade, a sólo 5 km del pueblo. Posteriormente se creó el distrito subordinado al municipio de Nova Era. Cuando se creó el municipio en 1962, el topónimo fue alterado a Bela Vista de Minas.

## Clima
Según la clasificación climática de Köppen, el municipio se encuentra en el clima tropical de altitud Cwa.